# Eriocaulon mokalense
Eriocaulon mokalense là một loài thực vật có hoa trong họ Eriocaulaceae. Loài này được Moldenke mô tả khoa học đầu tiên năm 1951.